# Radviliškis (gemeente)
Radviliškis is een van de 60 Litouwse gemeenten, in het district Šiauliai.
De hoofdplaats is de gelijknamige stad Radviliškis. De gemeente telt 52.200 inwoners op een oppervlakte van 1635 km².

## Plaatsen in de gemeente
Plaatsen met inwonertal (2001):
- Radviliškis – 20339
- Šeduva – 3400
- Baisogala – 2548
- Grinkiškis – 900
- Šiaulėnai – 890
- Alksniupiai – 761
- Kutiškiai – 759
- Pavartyčiai – 711
- Aukštelkai – 704
- Pakiršinys – 698
- Sidabravas - 610